# آبشار کیپو
آبشار کیپو (به انگلیسی: Kipu Falls) آبشاری است که در کائوآئی ایالات متحده آمریکا واقع شده و ارتفاع کلی ریزشگاه آن ۲۰ فوت (۶٫۱ متر) است.